# Spanish Bombs
Spanish Bombs est une chanson du groupe britannique The Clash, parue en 1979 sur l'album London Calling. Le morceau composé par Mick Jones et Joe Strummer fait allusion à la guerre d'Espagne qui fit rage de 1936 à 1939. Il s'agit d'une des nombreuses chansons à teneur politique enregistrée par le groupe au cours de sa carrière.

## Structure de la chanson
La chanson est en anglais, avec un refrain bilingue (anglais et espagnol).
Spanish bombs, yo te quiero infinito 

Spanish bombs, yo te quiero infinito 

yo te quiero, oh mi corazon

(Littéralement: Bombes espagnoles, je t'aime pour toujours, oh mon cœur )